# (464602) 2016 CU123
(464602) CU123 es un asteroide perteneciente al cinturón de asteroides, descubierto el 19 de noviembre de 2009 por el equipo Spacewatch desde el Observatorio Nacional de Kitt Peak (Arizona, Estados Unidos).